# Paranataelia
Paranataelia is een geslacht van vlinders van de familie uilen (Noctuidae).

## Soorten
- P. tenerifica (Hampson, 1906)
- P. whitei (Rebel, 1906)